# 総合地所
総合地所株式会社（そうごうじしょ）は、日本の不動産会社。長谷工コーポレーションの子会社。
類似した社名を持っていた日本綜合地所（現・大和地所レジデンス）とは直接の関係はない。

## 概要
分譲マンション「ルネ」シリーズを展開する総合デベロッパーである。2007年マンション供給戸数ランキングでは全国18位（1,681戸）、近畿圏10位（672戸）。供給総戸数は3万8,800戸。
事業所は、本社（東京・港区）、大阪支店（大阪市中央区本町）、名古屋支店（名古屋市中区栄）。
2015年5月、長谷工コーポレーションが子会社の不二建設とともに発行済全株式280,000株を取得、子会社化した。株式取得後の持ち株比率は、長谷工コーポレーションが99％、不二建設が1％。さらに2017年4月、ジョイント・コーポレーションなどと共に、グループの不動産分譲事業を統括する長谷工不動産ホールディングスの子会社となった。

## 沿革
- 1977年5月 - 安宅産業株式会社の住宅部門の営業を承継し、安宅地所株式会社を設立
- 1984年9月 - 総合地所株式会社に商号変更
- 1999年10月 - 永昌不動産株式会社を合併
- 2009年6月 - トータルハウジング株式会社（賃貸事業）を合併
- 2015年5月28日 - 長谷工コーポレーションが子会社化[1]
- 2017年4月1日 - 長谷工不動産ホールディングスの子会社となる

## 関連会社
- 総合ハウジングサービス株式会社 - マンション・ビルの管理業務。2017年に長谷工管理ホールディングス傘下となる[2]。2020年4月1日、同じく長谷工管理HD傘下の長谷工コミュニティと合併して解散[3]。
- ルネ都市開発株式会社 - 総合ハウジングサービスの子会社[2]。
- 長谷工不動産投資顧問株式会社 - 不動産ファンド事業・アセットマネジメント事業、旧社名は総合地所投資顧問。2017年4月に親会社が総合地所から長谷工コーポレーションに変更[4]。